# Château de Sint-Maartensdijk
Le château de Sint-Maartensdijk était un complexe de châteaux situé au nord de Sint-Maartensdijk. Le premier château a probablement été fondé vers 1310 par Gheront van Overbodene et porterait le nom de château de Haestinge. Après 1357, le lieu avec le château a été nommé Sint-Maartensdijk, car l'église y était dédiée à saint Martin (en néerl. Sint-Maarten). La famille Van Borssele a acquis le château au milieu du XIVe siècle. En 1695, près de la moitié du complexe du château avait déjà disparu en raison d'un délabrement. En 1820, la dernière partie de la cour du château a été démolie.

## Histoire
En 1353, Floris van Borsele (nl) (décédé en 1368) est associé au château en tant que seigneur de Sint-Maartensdijk. Cependant, il y avait encore des descendants de la famille Overborde. Lorsque cette branche généalogique a disparu, le château a définitivement et entièrement appartenu à la famille van Borsele. Floris et son épouse Maria van Strijen n'ont pas eu d'enfants, le château est donc tombé aux mains de son frère Frank van Borssele (1320-1386). Celui-ci s'est engagé dans la construction de digues. Son fils Floris van Borssele (1360-1422) a hérité de l'ensemble et a également été impliqué dans le consolidation de la région contre la menace des inondations. Il s'est enrichi par le biais de dîmes et de terrains comme à Ravensoord. Son fils Frank II van Borsele (1395-1470) hérite alors de tout. Il est devenu le membre le plus célèbre des Van Borsele, en devenant comte d'Ostrevent (en Hainaut) (en néerl. Oostervant) et stathouder de Hollande et de Zélande. Il a également conclu un mariage controversé avec la comtesse Jacqueline de Hainaut, celle-ci enfin libre de ses attaches matrimoniales précédentes.
Après la mort de Frank II, sa sœur Eleonora van Borsele a hérité des biens. Sa fille Elisabeth van Buren a ensuite hérité du domaine. Elle était mariée à Gérard II de Culemborg. Leur fille Aleida van Culemborg en a ensuite hérité. Elle était mariée à Frédéric d'Egmont, qui en fit le siège patrimonial de la famille d'Egmont. Anne d'Egmont a épousé Guillaume d'Orange en 1551, de sorte que la propriété est arrivée aux mains des Orange. Les plus grandes extensions du château ont été réalisées en 1374 sous la supervision de Frank van Borsele et en 1632 sous Frédéric-Henri d'Orange-Nassau.

## Complexe
Le château se composait de trois bâtiments avec leurs propres terrains entourés de douves reliées les unes aux autres. Le plus grand était la cour supérieure (ou opperhof) où résidait la noblesse et où se trouvait également une salle des chevaliers. La cour inférieure (ou nederhof) était l'endroit où résidaient les fonctionnaires de la cour, les stewards et les classes moyennes. Il s'y trouvait aussi une chapelle. Le dernier enfin était réservé aux domestiques, aux huissiers et au personnel de cuisine. Il y avait là, une forge et une remise. Au XVIIe siècle, un jardin anglais a été créé à cet endroit.
L'emplacement actuel se trouve à l'intersection de Onder de Linden et de la route provinciale au nord de Sint-Maartendijk. Du côté ouest, seuls deux canaux sont encore visibles, ce qui rappelle l'emplacement du château disparu.

## Galerie

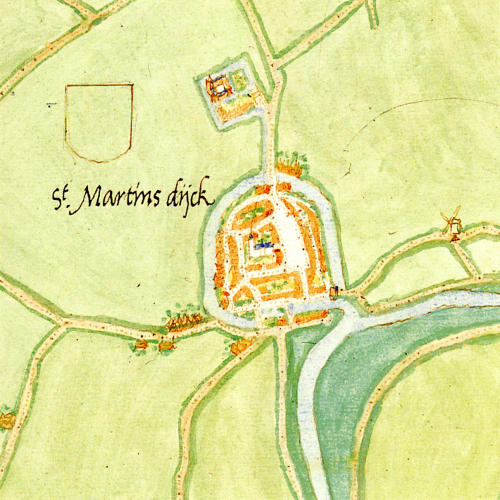
Le château sur une carte de Sint-Maartensdijk par Jacob van Deventer vers 1560

## Sources
- (nl) Renaud J.G.N., Het kasteel Sint Maartensdijk. Bulletin KNOB 1967.
- (nl) Hollestelle. C., Het voormalig kasteel te Sint-Maartensdijk. Sinte Geertruijdsbronne 5e jaargang.